# The Gits
The Gits var ett amerikanskt punk-, grunge- och hardcore-band bildat i Yellow Springs, Ohio 1986 som blev känt för dess ettriga livekonserter. 

## Biografi
Bandet bestod av sångaren Mia Zapata, gitarristen Joe Spleen (född Andy Kessler), basisten Matt Dresdner och trumslagaren Steve Moriarty, och var aktivt fram till 1993, då sångerskan Mia Zapata blev våldtagen och mördad. Bandet är även ett legendariskt Riot grrrl-band och har utövat stor inspiration för kvinnliga musiker idag. Bandet slog igenom 1992, med debutskivan Frenching the Bully.
1996 var The Gits, ett av många band som var med i grungedokumentären Hype!